# アーバンシー
アーバンシー（欧字名:Urban Sea、1989年 - 2009年）はアメリカ生産、フランス調教の競走馬。主な勝ち鞍は1993年の凱旋門賞。引退後に繁殖牝馬としてG1馬4頭を輩出し、そのうちガリレオおよびシーザスターズの2頭は英ダービーに勝利したうえで種牡馬としても大成功をおさめている。

## 血統背景
父・Miswakiは2歳時に仏G1サラマンドル賞を制し、デューハーストステークスではストームバードの3着に入るなど、仏英米で生涯13戦6勝をあげた。引退後は種牡馬としてアメリカで供用され、アーバンシーのほかにジャパンカップ勝ち馬のマーベラスクラウンやBCクラシック勝ち馬のブラックタイアフェアーを輩出している。種牡馬としては、スピード系種牡馬であるミスタープロスペクター直仔としては珍しく芝への適応力の高いステイヤー血統であった。
母・Allegrettaは1978年生まれの英国産馬。ドイツの名門牧場・シュレンダーハン牧場が育んだ「Aライン」と呼ばれる牝系の出身であり、父Lombardは現役時代にドイツ年度代表馬を2度獲得している。イギリスおよびアメリカで競走馬生活を送り、生涯9戦2勝、英G3・リングフィールドオークストライアルで2着に入るなどの実績を挙げた。引退後はアメリカのケンタッキー州で繁殖牝馬となったもののフランス人生産者へ転売され、アメリカのデナリ牧場に繋養されることになった。そこで1989年2月18日に生まれたのが5番仔・アーバンシーである。

## 競走馬時代

### デビュー前
アーバンシーはデナリ牧場で誕生したのちはフランスのエトレアム牧場で過ごし、1歳時(1990年8月)にドーヴィルのセリ市で28万フランで売却された。落札したのは日本人の画商・沢田正彦だったが購入からまもなくして破産し、アーバンシーは香港の貿易商デヴィッド・ツィとほか2名に売却された。馬名の意味は「都会の海」であり、ヴィクトリア・ピークから臨む海を連想したものであるという。

### 2歳（1991年）から3歳（1992年）
アーバンシーは2歳時にフランスのジャン・レスボルド厩舎からデビューし、2戦目には未勝利戦に勝利するまずまずの滑り出しを見せた。3歳時はロンシャン競馬場でラ・セーヌ賞を、ドーヴィル競馬場でピアジェドール賞に勝つものの、重賞ではディアヌ賞6着、ヴェルメイユ賞3着など好走こそすれ勝ちきれないレースが続いた。その間にデヴィッド・ツィ以外のオーナーの財政状況が悪化したため、凱旋門賞ウィークにロンシャンで開催されるセリ市に上場されることになった。アーバンシーの才能に光るものを見出していたレスボルド調教師のためにデヴィッドは入札を続け、300万フラン（当時のレートで日本円に換算するとおよそ6000万円）もの金額で買い戻したが、3歳時はこのあとも重賞制覇には至らなかった。

### 4歳（1993年）から5歳（1994年）
上述の通り3歳時はパッとしない競走成績だったアーバンシーであるが、4歳になると徐々に頭角を表し始める。3月にG3・エクスビュリ賞で重賞初制覇を果たし、G2・プリンス・オブ・ウェールズSでクビ差の2着を経て、G3・ゴントービロン賞で重賞2勝目をあげた。
ゴントービロン賞の制覇後、陣営は凱旋門賞への出走を決めた。鞍上はエリック・サンマルタン。エリックはフランスの伝説的騎手イヴ・サンマルタンの息子であるが、彼自身は当時28歳にもかかわらずそれまで目立った活躍がなく、凱旋門賞への騎乗もこれが初めてである。なお、直近でアーバンシーの手綱を取ってきたキャッシュ・アスムッセンは1番人気エルナンドへの騎乗が決まっていた。
この年の凱旋門賞は確たる本命馬が不在ということで23頭立てであり、そのうち16頭がGI馬であった。1番人気は仏ダービー馬エルナンドおよびオペラハウスの4.7倍、次いで英オークス馬イントレピディティの4.9倍、愛オークス馬ウィームズバイトおよび英セントレジャー2着馬アーミジャーの5倍、仏オークス馬シェマカの8.8倍と続いた。本馬はここまで調子をあげてきてはいたものの実績に劣るため評価が低く、当日は13番人気、最終単勝オッズは38倍であった。当日の天気は晴れだったものの前日までの雨によって馬場状態が渋っており、その指数は4.4であった。
レースは前年の英オークス馬ユーザーフレンドリーがハナを切って逃げるものの、2ハロン通過時点で単勝139倍のダリューンが先頭に立つめまぐるしい序盤となる。アーバンシーは7,8番手の好位で最内に控えた。その後はスローペースで流れ、4コーナーを過ぎるとレースが動き出す。直線残り300メートル地点で先団についていたオペラハウスが先頭に立つと、内からアーバンシーが、外からホワイトマズルがそれぞれ追い込んでくる。オペラハウス以外の有力馬は極端な重馬場に足を取られて総崩れとなり、残り200メートル地点になるとオペラハウスに代わってアーバンシーが先頭に立ち、徐々に差を詰めてくるホワイトマズルをクビ差で振り切ったところがゴールであった。アーバンシー自身はもちろん、調教師のレスボルド師、騎手のエリック・サンマルタンの3者いずれもこれがGI初制覇となった。勝ちタイムは2分37秒30で、これは当時のロンシャン競馬場の芝2400メートルのレコードタイム2分26秒30より11秒も遅い決着となった。1着アーバンシーは前述の通り単勝38倍、2着のホワイトマズルは55倍と人気薄の決着となり、2頭のジュレム・ガニャン（日本における馬連に相当する）は452.2倍の万馬券となった。
この勝利はフロック視される向きもあり、優駿は「アーバンシーの快勝に場内騒然」、週刊Gallopは「番狂わせ勝ち」、ギイ・チボーは「驚愕の凱旋門賞」などと評している。石川ワタルは騎手の乗り方の巧みさに触れつつも、「非常に時計のかかる馬場状態になったこと」が勝因のひとつであろうと述べている。高橋源一郎はこの勝利について「今年の凱旋門賞はゴチャゴチャしたレース」だと述べ、アーバンシーだけは不利を受けなかったこともあり、ホワイトマズルが一番強い競馬をしていたと評している。
陣営は凱旋門賞の勝利後、予備登録をしているジャパンカップへの出走を表明して参戦した。凱旋門賞を経たアーバンシーの馬体はよく言えば「絞られた」、悪く言えば「ガレた」状態であり、鈴木淑子は「アーバンシーは、これが凱旋門賞馬？ と思うくらい見かけには"？"が付きました」と評している。この年のジャパンカップは「前年にひけをとらない豪華なメンバー」、「掛け値なしに史上最高のメンバ―」と評され、アーバンシーは単勝10番人気でレガシーワールドの8着に終わった。
5歳時は緒戦のG2・アルクール賞に勝利するも、その後は勝ち星をあげることなく引退した。生涯戦績は24戦8勝であった。

### 競走馬としての評価
栗山求はアーバンシーの能力について「スピードには欠けるが底力、スタミナ、道悪適性に秀でている」と、山野浩一は「ほとんどやや重よりも悪い馬場で活躍しており、パンパン馬場は得意でないだろう」と評している。JRA-VANによると良馬場での連対率が13戦で31%であるのに対して、重馬場での連対率は7戦で86%である。
週刊Gallopは凱旋門賞で馬群からうまく抜け出してきたことをあげて「牝馬ながら牡馬顔負けの勝負根性がある」と、ヴェルメイユ賞で逃げて3着だったことをあげて「脚質も自在」と評価している一方、勝ち鞍が重馬場のレースに集中していることをあげてスピード不足を指摘している。

## 繁殖牝馬時代
繁殖入りしたアーバンシーは生涯で11頭の産駒を輩出し、2009年3月2日、繋養先のアイリッシュ・ナショナルスタッドにて出産後の合併症で死亡した。没年齢は20歳であった。産駒11頭のうち8頭がステークスウィナーで、6頭が重賞勝ち馬、うち4頭がG1勝ち馬である。また、11頭のうちレースに出走した仔9頭はすべてブラックタイプ勝ち馬となっている。
産駒のガリレオ（父・サドラーズウェルズ）は2001年に無敗で英愛ダービーを制覇してカルティエ賞最優秀3歳牡馬を獲得、種牡馬となってからも11年連続・合計12度の英愛リーディングサイアーを獲得している。
ブラックサムベラミー（父・サドラーズウェルズ）はタタソールズゴールドカップなどG1を2勝し、マイタイフーン（父・ジャイアンツコーズウェイ）は米G1・ダイアナステークスに勝利している。
シーザスターズ（父・ケープクロス）は2009年に英2000ギニーおよび英ダービーを制覇してナシュワン以来20年ぶりとなる英クラシック2冠馬となり、その後も凱旋門賞を含むG1・6勝をあげ、2009年のカルティエ賞欧州年度代表馬を獲得している。種牡馬としても英愛ダービー馬ハーザンド、グッドウッドカップ4連覇・ゴールドカップ3連覇のストラディバリウス、2022年カルティエ賞年度代表馬のバーイードらを輩出している。

### 繁殖牝馬としての評価
水野隆弘はアーバンシーがガリレオを産んだことについて「アーバンシーの競走生活が少し違う結果であれば、今世紀の血統地図は大きく違うものになっていたかもしれない」と述べている。JRA-VANは産駒が種牡馬として活躍し、その血が世界中に広まったことをあげて「競馬がブラッドスポーツと言われる由縁を考えれば、繁殖牝馬として大成功を収めたアーバンシーは歴史的な名馬と言えるだろう」と評している。
合田直弘はアーバンシーの産駒のみならず近親からも多数の活躍馬が出ていることをあげて「いまや世界でも最高の名血との誉れを授かるにいたった」と評し、産駒のガリレオが種牡馬として欧州で大活躍していることをあげて「彼を通じてアーバンシーの血脈は世界の生産界に影響を及ぼしつつある」と述べている。また、ベーリングやラムタラといった産駒があまり活躍していない種牡馬からも活躍馬を出している点を高く評価している。
2018年の凱旋門賞では1着から8着までが、2017年は1着から3着までのすべての馬が血統表にアーバンシーを含んでいたほか、2016年は1着から3着までがすべてガリレオ産駒であり、Martin Stevensは「アーバンシーはサラブレッドの歴史において最も重要な牝馬の1頭と見なさなければならない」「凱旋門賞（G1）を"アーバンシー賞"と改名することを本気で考えなければならないかもしれない。もっと現実的なところでは、パリロンシャン競馬場のウィナーズサークルにこの偉大な牝馬の銅像を建立しなければならないかもしれない」と評している。

### 繁殖成績
※出生年順、太字はG1勝ち馬、斜体はステークスウイナー
- アーバンオーシャン（Urban Ocean、1996年生、牡、父ベーリング） - ガリニュールステークス（愛G3）
- メリカー（Melikah、1997年生、牝、父ラムタラ） - プリティーポリーステークス（愛L）、アイリッシュオークス（愛G1）2着　曾孫に2018年ダービーステークス優勝馬マサー
- ガリレオ（Galileo、1998年生、牡、父サドラーズウェルズ） - ダービー（英G1）、アイリッシュダービー（愛G1）、キングジョージ6世&クイーンエリザベスダイヤモンドステークス（英G1）
- ブラックサムベラミー（Black Sam Bellamy、1999年生、牡、父サドラーズウェルズ） - ジョッキークラブ大賞（伊G1）、タタソールズゴールドカップ（愛G1）
- アティキャス（Atticus、2000年生、牡、父サドラーズウェルズ） - 不出走
- オールトゥービューティフル（All Too Beautiful、2001年生、牝、父サドラーズウェルズ） - ミドルトンステークス（英G3）、オークス（英G1）2着
- マイタイフーン（My Typhoon、2002年生、牝、父ジャイアンツコーズウェイ） - ダイアナステークス（米G1）
- チェリーヒントン（Cherry Hinton、2004年生、牝、父グリーンデザート） - ブルーウィンドステークス（愛G3）2着、ブレスレット（アイリッシュオークス（愛G1））の母
- シーズレガシー（Sea's Legacy、2005年生、牡、父グリーンデザート） - 不出走
- シーザスターズ（Sea the Stars、2006年生、牡、父ケープクロス） - 2000ギニー（英G1）、ダービー（英G1）、エクリプスステークス（英G1）、インターナショナルステークス（英G1）、アイリッシュチャンピオンステークス（愛G1）、凱旋門賞（仏G1）
- ボーントゥシー（Born To Sea、2009年生、牡、父インヴィンシブルスピリット） - ブレニムステークス（愛L）、アイリッシュダービー（愛G1）2着

## 血統表
| アーバンシー（Urban Sea）の血統（ミスタープロスペクター系／Prince Rose5×5=6.25%、Nasrullah5×5=6.25%(父内)、Alchimist5×5=6.25%(母内)） | アーバンシー（Urban Sea）の血統（ミスタープロスペクター系／Prince Rose5×5=6.25%、Nasrullah5×5=6.25%(父内)、Alchimist5×5=6.25%(母内)） | アーバンシー（Urban Sea）の血統（ミスタープロスペクター系／Prince Rose5×5=6.25%、Nasrullah5×5=6.25%(父内)、Alchimist5×5=6.25%(母内)） | （血統表の出典） | （血統表の出典） |
| 父 Miswaki 1978 栗毛 アメリカ | 父の父Mr.Prospector 1970 鹿毛 アメリカ                                                                                                | Raise a Native | Native Dancer    | Native Dancer    |
| 父 Miswaki 1978 栗毛 アメリカ | 父の父Mr.Prospector 1970 鹿毛 アメリカ                                                                                                | Raise a Native | Raise You        |                  |
| 父 Miswaki 1978 栗毛 アメリカ | 父の父Mr.Prospector 1970 鹿毛 アメリカ                                                                                                | Gold Digger | Nashua           | Nashua           |
| 父 Miswaki 1978 栗毛 アメリカ | 父の父Mr.Prospector 1970 鹿毛 アメリカ                                                                                                | Gold Digger | Sequence         |                  |
| 父 Miswaki 1978 栗毛 アメリカ | 父の母Hopespringseternal 1971 栗毛 アメリカ                                                                                           | Buckpasser | Tom Fool         | Tom Fool         |
| 父 Miswaki 1978 栗毛 アメリカ | 父の母Hopespringseternal 1971 栗毛 アメリカ                                                                                           | Buckpasser | Busanda          |                  |
| 父 Miswaki 1978 栗毛 アメリカ | 父の母Hopespringseternal 1971 栗毛 アメリカ                                                                                           | Rose Bower | Princequillo     | Princequillo     |
| 父 Miswaki 1978 栗毛 アメリカ | 父の母Hopespringseternal 1971 栗毛 アメリカ                                                                                           | Rose Bower | Lea Lane         |                  |
| 母 Allegretta 1978 栗毛 イギリス | 母の父Lombard 1967 栗毛 西ドイツ | Agio | Tantieme         | Tantieme         |
| 母 Allegretta 1978 栗毛 イギリス | 母の父Lombard 1967 栗毛 西ドイツ | Agio | Aralia           |                  |
| 母 Allegretta 1978 栗毛 イギリス | 母の父Lombard 1967 栗毛 西ドイツ | Promised Lady | Prince Chevalier | Prince Chevalier |
| 母 Allegretta 1978 栗毛 イギリス | 母の父Lombard 1967 栗毛 西ドイツ | Promised Lady | Belle Sauvage    |                  |
| 母 Allegretta 1978 栗毛 イギリス | 母の母Anatevka 1969 栗毛 西ドイツ | Espresso | Acropolis        | Acropolis        |
| 母 Allegretta 1978 栗毛 イギリス | 母の母Anatevka 1969 栗毛 西ドイツ | Espresso | Babylon          |                  |
| 母 Allegretta 1978 栗毛 イギリス | 母の母Anatevka 1969 栗毛 西ドイツ | Almyra | Birkhahn         | Birkhahn         |
| 母 Allegretta 1978 栗毛 イギリス | 母の母Anatevka 1969 栗毛 西ドイツ | Almyra | Almeda F-No.9-h  |                  |

- 母Allegrettaは生涯9戦2勝[9]。
- 半弟*キングズベストは英2000ギニー勝ち馬[38]。
- 半妹Turbaineからは独リーディングサイアーのTertullianが出ている[5][38]。
- 2代母Anatevkaからは独GIIドイチェスセントレジャー勝ち馬のAnnoと独GIIウニオンレネン勝ち馬のAnatasが出ている[8]。
- 5代母Asterbluteはドイチェスダービー勝ち馬[18]。
- その他の近親の活躍馬については#主要なファミリーラインを参照。

### 主要なファミリーライン
牝系図の主要な部分（太字はG1級競走優勝馬）は以下の通り。*は日本に輸入された馬。「f」は「filly（牝馬）」の略、「c」は「colt（牡馬）」の略。
- Allegretta 1978 f
  - Anzille 1986 f
    - Anzillero 1997 c（ベルリン大賞）

  - Urban Sea 1989 f（凱旋門賞など重賞4勝）---アーバンシー系↓
    - Urban Ocean 1996 c（ガリニュールS（英語版））
    - Melikah 1997 f
      - Villarrica 2002 f
        - Khawlah 2008 
          - Masar 2015 c（英ダービー）

        - Vancouverite 2010 c（ギヨーム・ドルナーノ賞）

      - Masterstroke 2009 c（ドーヴィル大賞典）
      - Hidden Gold 2011 f
        - Creative Flair 2018 f（バランシーンS）

      - Moonlight Magic 2013 c（メルドSなど重賞2勝）
      - Royal Line2014 c（セプテンバーS）

    - Galileo 1998 c（英ダービー、愛ダービー、キングジョージなど重賞4勝）
    - Black Sam Bellamy 1999 c（タタソールズGC、イタリアジョッキークラブ大賞）
    - All Too Beautiful 2001 f（ミドルトンS）
      - All for Glory 2007 f
        - Alluringly 2014 
          - Lily Pond 2019 f（キルボイエステイトS）

      - Sparrow 2011 f
        - Sir Dragonet（英語版） 2016 c（タンクレッドS、コックスプレートなど重賞3勝）
        - Les Pavots 2021 f（ カルヴァドス賞）

    - My Typhoon（英語版） 2002 f（ダイアナSなど重賞6勝）
    - Cherry Hinton 2004 f
      - Wading 2009 f（ロックフェルS）
        - Just Wonderful 2016 f（ロックフェルSなど重賞2勝）

      - Bracelet（英語版） 2011 f（愛オークスなど重賞3勝）
      - Athena2015 f（ベルモントオークスインビテーショナルS）
        - Never Ending Story 2020 f（レパーズタウン1000ギニートライアルなど重賞2勝）

      - Goddess 2016 f（スノーフェアリーフィリーズS）

    - Sea The Stars 2006 c（英2000ギニー、英ダービー、凱旋門賞など重賞7勝）---アーバンシー系ここまで

  - Turbaine 1990 f
    - Tertullian 1995 c（ポルトマイヨー賞など重賞3勝）
    - Tucana 1999 f
      - Tijuana 2011 f
        - Torquator Tasso 2017 c（凱旋門賞、バーデン大賞、ベルリン大賞など重賞5勝）
        - Tunnes 2019 c（バイエルン大賞など重賞3勝）

      - Tusked Wings 2014 f（ディアナトライアル）

  - Allez Les Trois 1991 f（フロール賞）
    - Al Ishq 1997 f
      - Thamarat 2003 f
        - Riqa 2008 f
          - Jawlaat 2013 f
            - Facteur Cheval 2019 c（ドバイターフ、パース賞）

          - Tantheem 2015 f（プティクヴェール賞など重賞3勝）

        - Wadyhatta 2012 d
          - Santiago（英語版） 2017 c（愛ダービーなど重賞2勝）

        - Khaimah 2013 f
          - Glounthaune 2019 c（ キラヴーランS）

      - Tamayuz 2005 c（ジャック・ル・マロワ賞、ジャンプラ賞など重賞3勝）
      - Muhawalah 2011 f
        - Eshaada（英語版）　2018 f（ブリティッシュ・チャンピオンズ・フィリーズ&メアズS）

    - Anabaa Blue 1998 c（仏ダービーなど重賞3勝）
    - Anja 2000 f
      - Rifqah 2005 f
        - Mustajeeb 2011 c（アメジストSなど重賞3勝）

      - Aboulie 2013 f（ミエスク賞）
      - Great House 2016 c（レクサスホーサムSなど重賞2勝）

    - Northern Melody 2005 f
      - Half Light 2016 f（ホルステンC）

    - Violante 2008 f
      - Frequential 2014 f
        - Los Angeles 2021 c（クリテリウムドサンクルー、愛ダービーなど重賞3勝）

      - Impulsif 2015 c（メシドール賞）

  - Saleela 1995 f
    - Muwakaba 2007 f
      - Cayenne Pepper 2017 f（ブランドフォードSなど重賞2勝）

  - *キングズベスト 1997 c（英2000ギニー）
  - Altruiste 1999 f
    - Alpine Snow 2006 f
      - Armande 2013 f（コリーダ賞）

    - Terrubi 2014 f（モーリス・ド・ニュイユ賞）

牝系図の出典：Galopp Sieger、牝系検索α、平出2019(P137)